# 별표

별표(*)는 타이포그래피 기호나 문자이다. 별(라틴어: asteriscus)의 기본 그림의 형태를 닮았기 때문에 애스터리스크(영어: asterisk)라고도 부른다. 전산학과 수학에서는 이를 스타(star)라고 발음한다. (A* 알고리즘, C* 대수)

## 용도

### 기록 문자
- 별표는 꼬리말(주석)을 나타내는 데에 쓰인다. (특히 페이지에 오직 하나만 있을 때) 여러 개의 별표가 다른 꼬리말을 페이지에 나타내는 데 쓰이기도 하지만 그리 자주 쓰이는 것은 아니다. (이를테면 *, **, ***)
- 페이지 위의 가운데에 있는 세 개의 공백 별표는 다른 개념이나 장면으로 넘어간다는 것을 뜻한다.
- 하나 이상의 별표는 낱말의 일부를 가리는 것을 뜻한다. 이를테면 s**t, Peter J****, G*d 등을 들 수 있다.
- 별표는 타이포그래피 불릿 대신 사용하여 목록의 항목을 표시한다.
- 회화체에서 별표는 이탤릭체를 사용하지 못할 경우 강조하는 데에 사용된다.
- 별표는 영화, 식당의 등급을 표시하는 데 사용된다.

### 컴퓨터

#### 전산학
전산학에서 별표는 정규 표현식에서 쓰이며, 하나 이상의 반복 패턴이 있음을 나타내거나 0을 나타낸다.
통일 모델링 언어에서 별표는 수많은 클래스에 0을 나타내는 데 사용된다.

#### 프로그래밍 언어
수많은 프로그래밍 언어와 계산기는 애스터리스크를 곱셈에 대한 기호로 사용한다. 이는 또한 다음과 같은 수많은 특별한 뜻을 가질 수 있다. 이를테면:
- C 프로그래밍 언어와 같은 일부 프로그래밍 언어에서, 별표는 포인터 변수를 선언하거나 선언을 해제하는 데 쓰인다. 또한, 프로그래밍의 예제로 별 찍기를 사용하여 초보 프로그래머들의 이해를 돕는다.
- 커먼 리스프 프로그래밍 언어에서, 전역 변수의 이름은 기본적으로 별표로 설정을 해제할 수 있다.: *이와 같이*.
- 포트란 프로그래밍 언어와 파스칼 프로그래밍 언어의 일부 계열에서 두 개의 별표는 지수를 나타낼 때 사용된다: 5**3는 5*5*5이니, 곧 125이다.
- 펄 프로그래밍 언어에서 별표는 주어진 이름의 모든 변수의 typeglob를 나타내는 데 사용된다.
- 프로그래밍 언어인 루비와 파이썬에서, * 는 두 가지 용도로 사용된다. 첫 용도로, 함수 안의 리스트 객체에 적용된 단일 * 연산자는 함수 호출 변수로 리스트를 확장할 것이다. 두 번째로, 함수에 대한 변수 목록 안에서 *를 전제로 한 변수는 튜플(파이썬)이나 배열(루비)로 모이는 특별한 변수의 결과를 나타낸다.

## 문자 인코딩
유니코드 표준은 별표를 아라비아 별표(U+066D), 별표 연산자(U+2217), 무거운 별표(U+2731)와 구분해 놓고 있다.
| 별표 | 무거운 별표 | 작은 별표 | 완전한 너비의 별표 | 가운데 개방 별표 |
| ---- | ----------- | --------- | ------------------ | ---------------- |
| *    | ✱           | ﹡        | ＊                 | ✲                |

| 수학/낮은 별표 | 아라비아 별표 | 참조 기호 (당구장 표시) | 눈물 모양의 별표 | 16점 별표 |
| -------------- | ------------- | ----------------------- | ---------------- | --------- |
| ∗              | ٭             | ※                       | ✻                | ✺         |

|                                      | 유니코드 | 십진수    | UTF-8       | HTML     |
| 별표                                 | U+002A   | &#42;     | 2A          |          |
| 작은 별표                            | U+FE61   | &#65121;  | EF B9 A1    |          |
| 완전한 너비의 별표                   | U+FF0A   | &#65290;  | EF BC 8A    |          |
| 별표 연산자 (수학 별표)              | U+2217   | &#8727;   | E2 88 97    | &lowast; |
| 무거운 별표                          | U+2731   | &#10033;  | E2 9C B1    |          |
| 가운데 개방 별표                     | U+2732   | &#10034;  | E2 9C B2    |          |
| 8점 별표                             | U+2733   | &#10035;  | E2 9C B3    |          |
| 16점 별표                            | U+273A   | &#10042;  | E2 9C BA    |          |
| 눈물 모양의 별표                     | U+273B   | &#10043;  | E2 9C BB    |          |
| 가운데 개방 눈물 모양의 별표         | U+273C   | &#10044;  | E2 9C BC    |          |
| 무거운 눈물 모양의 별표              | U+273D   | &#10045;  | E2 9C BD    |          |
| 4점 눈물 모양의 별표                 | U+2722   | &#10018;  | E2 9C A2    |          |
| 4점 풍선 모양의 별표                 | U+2723   | &#10019;  | E2 9C A3    |          |
| 무거운 4점 풍선 모양의 별표          | U+2724   | &#10020;  | E2 9C A4    |          |
| 4점 클럽 모양의 별표                 | U+2725   | &#10021;  | E2 9C A5    |          |
| 8점 눈물 모양의 톱니바퀴 별표        | U+2743   | &#10051;  | E2 9D 83    |          |
| 풍선 모양의 별표                     | U+2749   | &#10057;  | E2 9D 89    |          |
| 8점 눈물 모양의 프로펠러 별표        | U+274A   | &#10058;  | E2 9D 8A    |          |
| 무거운 8점 눈물 모양의 프로펠러 별표 | U+274B   | &#10059;  | E2 9D 8B    |          |
| 아라비아 별표                        | U+066D   | &#1645;   | D9 AD       |          |
| 참고표                               | U+203B   | &#8251;   | E2 80 BB    |          |
| 태그 별표                            | U+E002A  | &#917546; | F3 A0 80 AA |          |

## 같이 보기
- 참고표(※)